# Lucy Thai
Lucy Thai, née le 13 novembre 1984 à Long Beach, est une actrice pornographique américaine.

## Biographie
Elle a ses origines moitiés Thaïlandaise & Cambodgienne.
Elle devient vite célèbre grâce à ses performances sexuelles (sodomie, double pénétration...) mais elle dit ne jamais faire du "double anal".
Elle a fait plus de 120 films avec les plus grands acteurs porno comme Peter North, Brian Pumper, John Strong, Mandingo, Shane Diesel ou Lee Stone.
Elle a une sœur dans l'industrie du porno "Nyla Thai".

## Récompenses
- 2005 : AVN Award nommée - Best New Starlet

### Filmographie sélective
- Asian Parade Vol. 2 (2006)
- Alt Asian (2006)
- Ass Factor 4 (2006)
- Black Invasian (2006)
- Chasing Angels (2006)
- Facial Demolition (2006)
- I Love Asians (2006)
- It's Huge! 3 (2006)
- Mandingo Unleashed (2006)
- My Girlfriend's Whore Friend (2006)
- Nasty Girls 33 (2006)
- Ass Cream Pies 5 (2004)
- Ass Driven 2 (2004)
- Assploitations 3 (2004)
- Ass Pounders 2 (2004)
- Banzai!! (2004)
- Bigg Z and the Beauties 9 (2004)
- Bring'um Young 15 (2004)
- Butt Busters (2004)
- Butt Cream Pie 4 (2004)
- Catwoman Goes Naked (2004)
- The Collector (2004)
- Coxxx and Soxxx 2 (2004)
- Cream Pie Initiations (2004)
- Cum Glazed (2004)
- Cum Sumption Cocktails